# Hermann Lang
Hermann Lang (Bad Cannstatt, 6 de abril de 1909 - Bad Cannstatt, 19 de octubre de 1987) fue un piloto alemán automovilismo. Destacó en la preguerra, pero también corrió varias carreras en la posguerra.
Lang dio sus primeros pasos en las carreras de autos, ganando en el Gran Premio de Trípoli de 1937. En 1938 obtuvo dos victorias más para el equipo Mercedes y también ganó la Coppa Ciano en Livorno, Italia.
En 1939, Hermann se hizo popular en el ámbito de los Grandes Premios, ganando cinco de las carreras en las que participó, con victorias en el Gran Premio de Bélgica, el Gran Premio de Pau, el Gran Premio de Trípoli y el Gran Premio de Suiza.
Luego de Segunda Guerra Mundial, Lang compitió en el campeonato de Fórmula 2 antes en el Gran Premio de Mercedes argentino en 1951. En 1953, Hermann Lang tuvo una oportunidad de participar en la Fórmula 1 corriendo para Maserati luego de que uno de sus pilotos se hiriera gravemente. Participó en dos carreras y obtuvo dos puntos en el Gran Premio de Suiza de 1953. En 1954 corrió una carrera con Mercedes, pero tras eso se retiró de la Fórmula 1.

## Resultados

### Campeonato Europeo de Pilotos
(Clave) (negrita indica pole position) (cursiva indica vuelta rápida)
| Año     | Escudería       | 1     | 2       | 3       | 4       | 5     | 6       | 7   | Pos. | Puntos |
| ------- | --------------- | ----- | ------- | ------- | ------- | ----- | ------- | --- | ---- | ------ |
| 1935    | Daimler-Benz AG | MON   | FRA     | BEL     | GER Ret | SUI 6 | ITA Ret | ESP | 12.º | 45     |
| 1936    | Daimler-Benz AG | MON   | GER Ret | SUI 4   | ITA     |       |         |     | 10.º | 24     |
| 1937    | Daimler-Benz AG | BEL 3 | GER 7   | MON DNS | SUI 2   | ITA 2 |         |     | 3.º  | 19     |
| 1938    | Daimler-Benz AG | FRA 3 | GER Ret | SUI 10  | ITA Ret |       |         |     | 3.º  | 17     |
| 1939    | Daimler-Benz AG | BEL 1 | FRA Ret | GER Ret | SUI 1   |       |         |     | 2.º* | 14*    |
| Fuente: |                 |       |         |         |         |       |         |     |      |        |

- * Posición y puntos al momento de cancelarse el campeonato.

### Fórmula 1
(Clave) (negrita indica pole position) (cursiva indica vuelta rápida)

| Año     | Equipo                    | 1   | 2   | 3   | 4   | 5   | 6       | 7   | 8     | 9   | Pos. | Puntos |
| ------- | ------------------------- | --- | --- | --- | --- | --- | ------- | --- | ----- | --- | ---- | ------ |
| 1953    | Officine Alfieri Maserati | ARG | 500 | NED | BEL | FRA | GBR     | GER | SUI 5 | ITA | 17.º | 2      |
| 1954    | Daimler Benz AG           | ARG | 500 | BEL | FRA | GBR | GER Ret | SUI | ITA   | ESP | NC   | 0      |
| Fuente: |                           |     |     |     |     |     |         |     |       |     |      |        |

### 24 Horas de Le Mans
| Año     | Equipo          | Copilotos   | Automóvil          | Clase | Vueltas | Pos. | Pos. Clase |
| ------- | --------------- | ----------- | ------------------ | ----- | ------- | ---- | ---------- |
| 1952    | Daimler-Benz AG | Fritz Riess | Mercedes-Benz W194 | S 3.0 | 277     | 1.º  | 1.º        |
| Fuente: |                 |             |                    |       |         |      |            |